# Beguny
I Beguny (in russo Бегуны?, lett. "fuggenti", "coloro che fuggono") anche conosciuti come Veri Cristiani Ortodossi Peregrinanti o Stranniki (in russo стра́нники?, lett. "pellegrini") o Podpol'niki (lett. "sotterranei") o, dal nome del villaggio di Sopelki, nell'oblast' di Jaroslavl', ove nel 1772 si formò il primo nucleo di credenti, Sopelkovcy, sono una soglasie (confessione, letteralmente "accordo") dei Bespopovcy (lett. "senza preti"), a loro volta ramo dei Vecchi Credenti.
Facenti parte della soglasie dei Filippovcy, formarono una distinta confessione quando, alla fine del XVIII secolo, questi ultimi decisero di ammorbidire la propria opposizione al potere laico acconsentendo di farsi censire, seppellire nei cimiteri ortodossi e versare i tributi nella misura determinata dal loro "status" di scismatici.
Per quanto concerne i sacramenti non riconoscono il battesimo impartito al di fuori della loro confessione e, ad eccezione della setta dei Bračnye Stranniki, di posizioni in genere meno radicali, rifiutano il matrimonio considerandolo alla stregua della fornicazione.
A distinguerli inoltre dalle altre soglasie dei Bespopovcy è la loro individuazione dell'Anticristo nella figura di Pietro I di Russia: come effetto di questa convinzione non solo rifiutano il potere laico ma ritengono che tutto ciò che contiene un qualsivoglia simbolo statale abbia il marchio dell'Anticristo arrivando, come nella setta dei Bezdenežniki, a rifiutare l'uso del denaro.
Vi erano inoltre ulteriori peculiari prescrizioni: a mero titolo esemplificativo questi credenti non solo, come le altre soglasie, rifiutavano di utilizzare bicchieri e stoviglie usati da altri, ma arrivavano a rifiutare qualsiasi cibo contenuto in contenitori o stoviglie provenienti dal “mondo”; non solo rifiutavano strenuamente la rasatura della barba, il tabacco e il vino, come ribellioni alle imposizioni del potere secolare, ma arrivavano a considerare tabù ogni gioco, canto o condotta escogitata dagli uomini non timorati di Dio.
Oltre alle sette già citate, i Beguny si dividono in ulteriori confessioni qualificate da caratteristiche specifiche come utilizzare le schegge di legno al posto delle candele (Lučinkovcy) o vivere in isolati romitaggi (Pustynniki).

## La famiglia Lykov
Tra gli aderenti alle sette di beguny che hanno fondato il loro credo intorno al postulato “non è permesso vivere nel mondo” peculiare è l'esempio di una famiglia di Vecchi Credenti, una coppia con quattro figli, che dal 1945 ha iniziato un romitaggio sul fiume Abakan, nella Siberia meridionale.
Vissuti lontani dal mondo, senza alcun tipo di contatto con altri uomini, i Lykov hanno vissuto isolati nella taiga siberiana fino al 1978 quando una spedizione di geologi sovietici ha scoperto il loro insediamento, distante oltre 250 km dal primo centro abitato.
La loro vicenda, famosa in tutto il mondo, è stata raccontata dallo scrittore russo Vasilij Peškov in numerosi articoli sulla Komsomol'skaja Pravda, confluiti nell'opera letteraria “Eremiti nella Taiga”.